# Straßenbahn Portland (Maine)

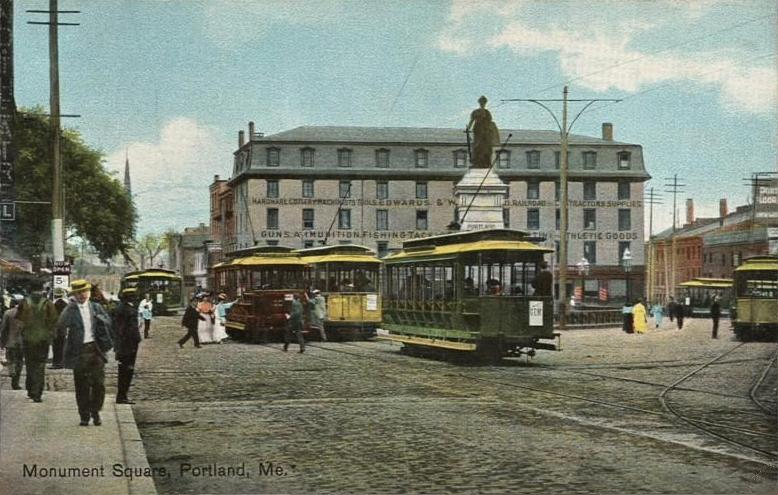
Reger Straßenbahnverkehr am Monument Square, Blickrichtung Congress Street ostwärts, 1909

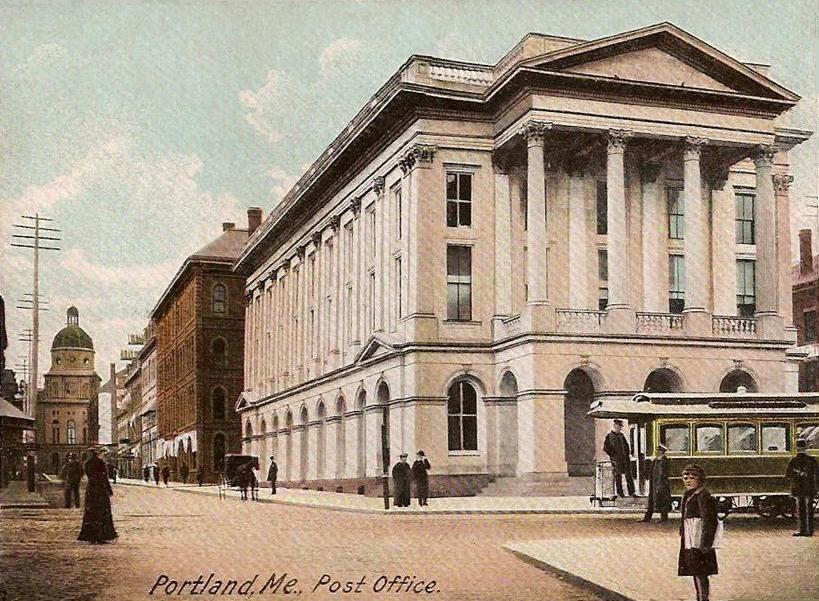
Triebwagen in der Middle Street am Post Office, Blickrichtung Exchange Street nordwärts, etwa 1905

Die Stadt Portland im US-Bundesstaat Maine hatte von 1863 bis 1941 einen Straßenbahnbetrieb. In seiner größten Ausdehnung in den 1910er Jahren hatte das Netz eine Streckenlänge von 164 Kilometern. Die Straßenbahn Portland war damit gemessen an der Streckenlänge der zweitgrößte Straßenbahnbetrieb in Maine. Das Netz erschloss nicht nur die Stadt Portland selbst, sondern auch die Nachbarstädte South Portland und Westbrook, und Überlandstrecken führten über Scarborough nach Saco und Old Orchard Beach, nach Pond Cove, über Falmouth und Cumberland nach Yarmouth sowie nach Gorham und South Windham. In Saco und Old Orchard Beach hatte das Netz Anschluss an die Biddeford and Saco Railroad, in Yarmouth an das Straßenbahnnetz der Androscoggin and Kennebec Railway. Teilweise gab es über diese Bahnen durchlaufende Wagen nach Biddeford und Brunswick.

## Geschichte

### Pferdebahn

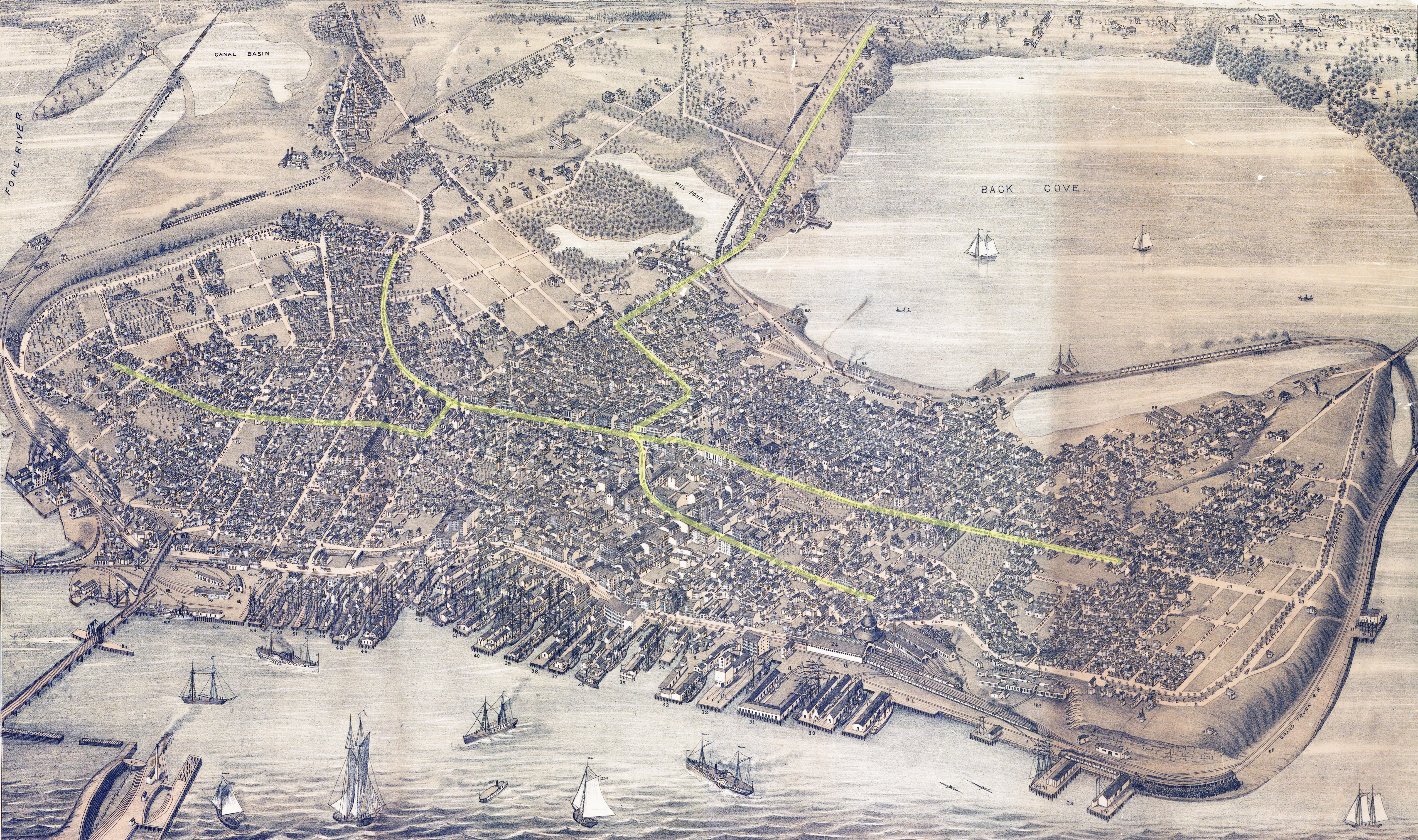
Die Strecken der Pferdestraßenbahn kurz nach ihrer Eröffnung 1863/64 auf einem Stadtpanorama von 1876

Die Portland and Forest Avenue Railroad Company wurde am 19. März 1860 gegründet und erhielt am 26. März 1863 eine Konzession zum Bau und Betrieb einer normalspurigen Pferdebahn in den Städten Portland, Cape Elizabeth und Westbrook. Die erste Strecke von der Kreuzung Spring Street/Clark Street entlang der Spring Street, High Street, Congress Street, Middle Street und India Street bis zum Bahnhof der Grand Trunk Railway in der Innenstadt Portlands wurde am 12. Oktober 1863 als erste Straßenbahn Maines offiziell eröffnet. Der Fahrpreis für die Gesamtstrecke betrug fünf Cent. Bereits im darauffolgenden Jahr gingen die zweite Linie entlang der Congress Street von der Kreuzung mit der State Street (Longfellow Square) bis zur Kreuzung mit der Atlantic Street (Munjoy Hill) sowie die dritte Linie vom Monument Square (Kreuzung Congress Street/Preble Street) über Preble Street, Portland Street, Parris Street, Kennebec Street, Forest Avenue, Pleasant Avenue, Stevens Avenue bis Morrills Corner (Kreuzung Stevens Avenue/Forest Avenue) in Betrieb. Der Abschnitt zwischen High Street und Monument Square in der Congress Street wurde von Anfang an zweigleisig gebaut. Die in der Konzession vorgesehene Ringschließung von der Spring Street über die Clark Street und Pine Street zum Longfellow Square wurde, wie auch die geplante Querverbindung zwischen der Congress Street und der Middle Street durch die Exchange Street und die Erweiterung nach Cape Elizabeth, nicht gebaut. Am 24. Februar 1865 wurde die Gesellschaft in Portland Railroad Company umbenannt.

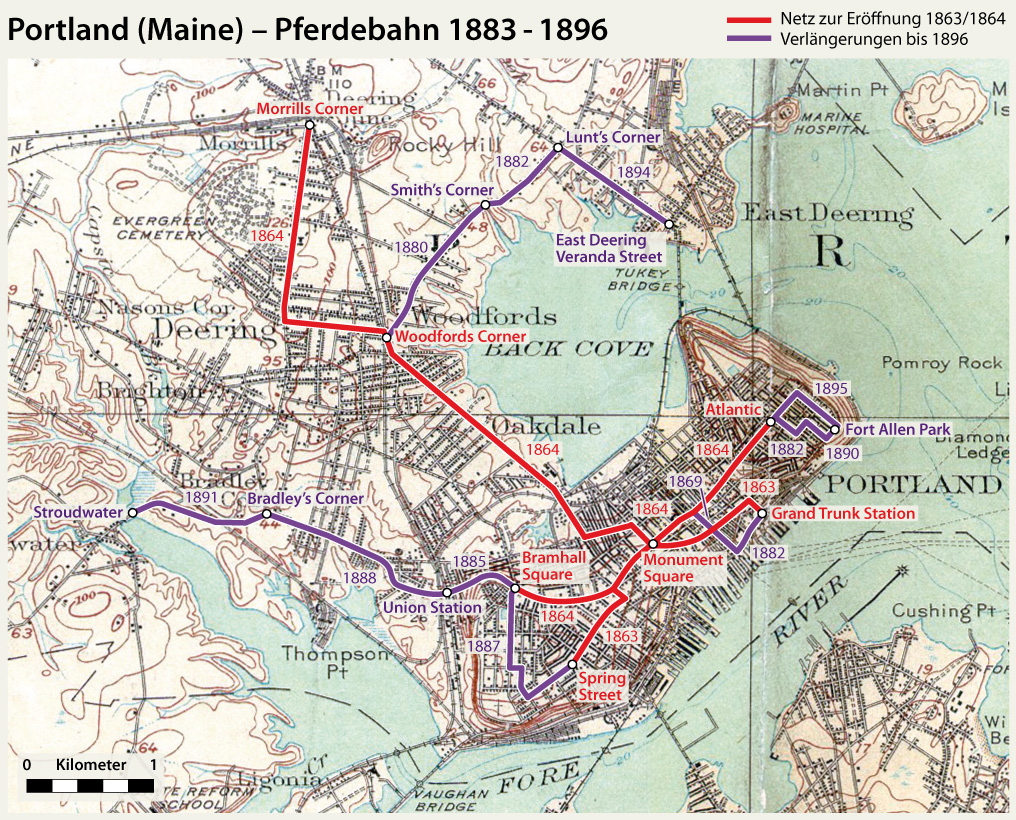
Die Strecken der Pferdestraßenbahn 1883–1896 auf einer Hintergrundkarte von 1916

1882 nahm die Portland Railroad eine Schleife in Verlängerung der ersten Strecke vom Grand-Trunk-Bahnhof über Commercial Street und Pearl Street zur Middle Street in Betrieb, die mehrere Werften entlang der Commercial Street anband. Die Ocean Street Railroad Company eröffnete im selben Jahr eine Zweigstrecke von der Linie nach Morrills Corner. Sie verlief durch die Ocean Street (heute Ocean Avenue) von der Kreuzung mit der Forest Avenue ostwärts bis Lunt’s Corner (Ocean Street/Washington Avenue). Der Grund für den Bau dieser Strecke war vermutlich, dass man einen Anreiz für die Ansiedlung entlang der Ocean Street schaffen wollte. Die Bahn war allein nicht lebensfähig und daher erwarb die Portland Railroad diese Strecke am 30. Mai 1885.
Ab 1886 wurde die Portland Union Station, der neue Hauptbahnhof der Stadt, gebaut. Noch im selben Jahr, zwei Jahre vor der Eröffnung des Bahnhofs, verlängerte die Pferdebahngesellschaft ihre Congress-Street-Linie über den Longfellow Square hinaus bis zur Kreuzung Congress Street/St. John Street, die später Railroad Square genannt wurde. Ab 1887 verkehrte die Spring-Street-Linie über ihren bisherigen westlichen Endpunkt hinaus durch die State Street, Neal Street, Carroll Street, Vaughan Street und Bromhall Street bis zum Bromhall Square (Ecke Congress Street/Bromhall Street). Die Congress-Street-Linie wurde etwa 1889 bis Bradley’s Corner (Congress Street/Bradley Street) und am 3. August 1891 schließlich bis Stroudwater Village (Congress Street/Westbrook Street) verlängert.
1890 eröffnete man außerdem eine Verlängerung der Congress-Street-Linie auf der östlichen Seite, nämlich durch die Atlantic Street, Wilson Street und Beckett Street (heute Obrion Street) zum Fort-Allen-Park, sowie eine Verbindung durch die Pearl Street von der Middle zur Congress Street.
Depots der Pferdebahn befanden sich an der Spring Street/Clark Street (ab 1863), an der Stevens Avenue nahe Morrills Corner (ab 1864), am Hauptbahnhof (ab 1888), sowie an der Beckett Street/Wilson Street (ab 1891).
Das Liniennetz sah 1890, vor Eröffnung der Strecke nach Stroudwater, folgende Verbindungen vor:
1. Hauptbahnhof – Congress Street – Monument Square – Congress Street – Fort-Allen-Park
2. Bromhall Square – Spring Street – Monument Square – Middle Street – Grand-Trunk-Bahnhof
3. Monument Square – Preble Street – Forest Avenue – Stevens Avenue – Morrill’s Corner
4. Woodfords Corner (Forest Avenue/Ocean Avenue) – Ocean Avenue – Lunt’s Corner
5. Monument Square – Congress Street – Hauptbahnhof – Congress Street – Bradley’s Corner

### Elektrifizierung
Ab 1891 wurde das Pferdebahnnetz elektrifiziert, nachdem bereits am 26. Februar 1889 die Genehmigung hierzu erteilt worden war. Die erste Linie, auf der der elektrische Betrieb aufgenommen wurde, war am 2. Juli 1891 die Linie Monument Square – Morrill’s Corner. Das Bahnkraftwerk entstand im Depot bei Morrill’s Corner. Portland hatte damit – nach Bangor und Augusta – als dritte Stadt des Bundesstaats eine elektrische Straßenbahn. Gleichzeitig verlegte man die Strecke dieser Linie, da der mehrgleisige Bahnübergang an der Kreuzung Parris Street/Kennebec Street den Verkehr stark behinderte. Die Gleise in der Parris Street und in der Kennebec Street wurden stillgelegt und dafür direkt durch die Portland Street bis zur Forest Avenue verlegt.

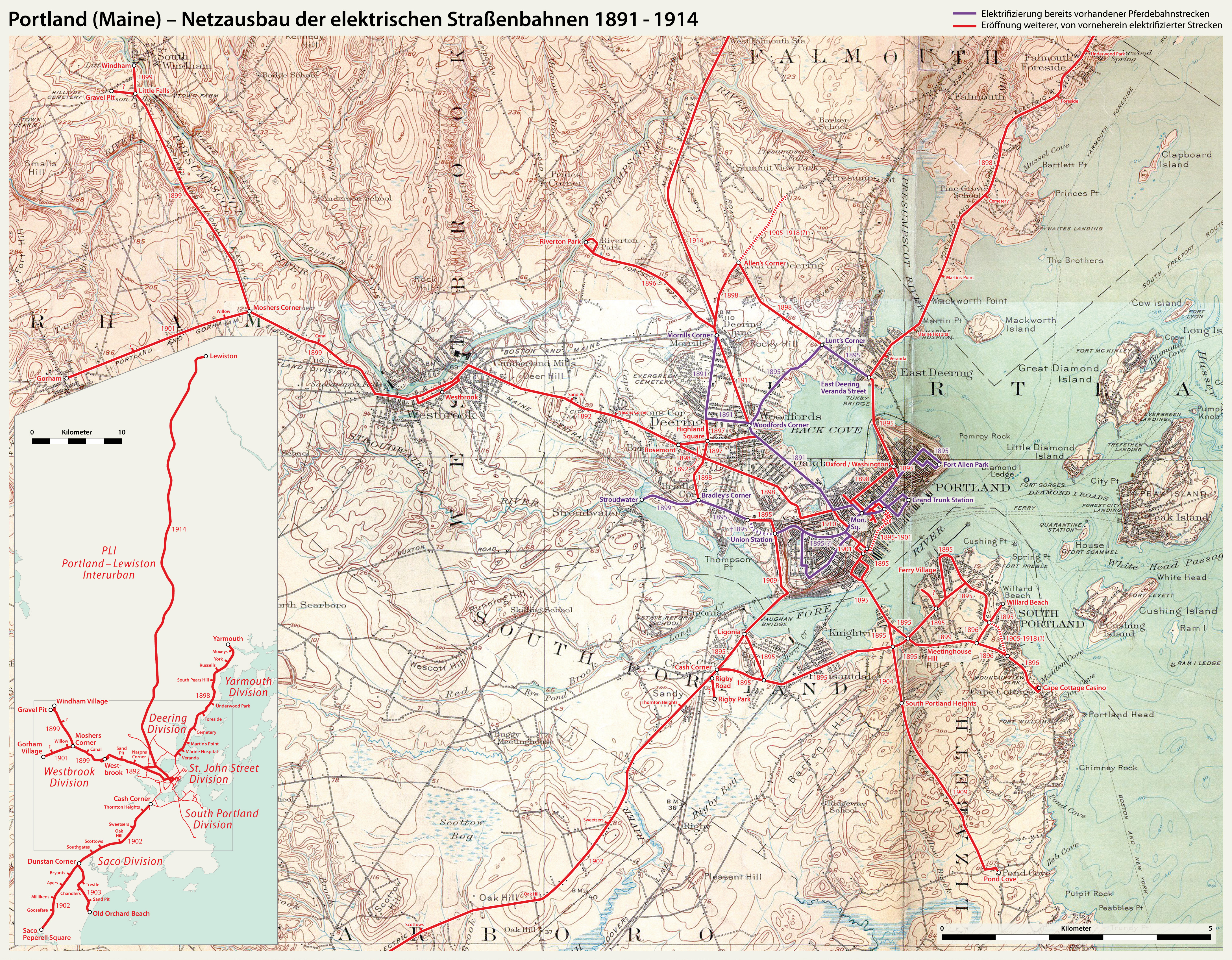
Der Netzausbau der elektrischen Straßenbahnen 1891–1914 auf einer Hintergrundkarte von 1916

Danach baute man zunächst neue Strecken, die vorhandenen Stadtlinien verkehrten weiter als Pferdebahn. Am 30. Juni 1892 ging zunächst die Neubaustrecke von der Forest Avenue über Woodford Street, Brighton Avenue und Main Street nach Westbrook in Betrieb. Sie wurde direkt als elektrische Straßenbahn gebaut und anfangs im 15-Minuten-Takt betrieben. In Westbrook entstand hierfür noch eine kleine Wagenhalle, die jedoch nicht ausreichte. So mussten einige Fahrzeuge im Betriebshof an der Beckett Street untergebracht und jeden Tag mit Pferden zum Endpunkt am Monument Square gezogen werden.
1894 wurde die weiterhin als Pferdebahnstrecke betriebene Ocean-Avenue-Linie über ihren Endpunkt Lunt’s Corner hinaus durch die Washington Avenue bis East Deering verlängert. Im selben Jahr baute man die Pferdebahnstrecke in der Congress Street ostwärts bis zur Atlantic Street zweigleisig aus. In der Woodford Street nahe der Kreuzung Grant Street wurde für die Westbrook-Linie ebenfalls 1894 eine neue Ausweiche eingebaut.
Das übrige bestehende Pferdebahnnetz wurde erst 1895 elektrifiziert. Zunächst baute man an der Forest Avenue/Kennebec Street ein neues Dampfkraftwerk, das auch einen Gleisanschluss für Kohletransporte erhielt. Daneben wurde im Zuge der Elektrifizierung der Bahnübergang am Hauptbahnhof aufgegeben und die Strecke durch die St. John Street und Park Avenue verlegt, wo sich eine Unterführung unter der Eisenbahntrasse hindurch befindet. Außerdem baute man die Endstelle am Fort-Allen-Park zu einer großen Wendeschleife um, die über die bisherige Endstelle hinaus von der Fore Street über Morning Street und Congress Street bis zur bestehenden Strecke führte. Die Schleife wurde im Uhrzeigersinn befahren. Am 24. Oktober 1895 nahm man schließlich auf allen verbleibenden Linien außer der Ocean-Avenue-Linie den elektrischen Betrieb auf. Noch bis ins Frühjahr 1896 verkehrten Pferdebahnen auf der Ocean Avenue, bevor auch diese Strecke als letzte dem elektrischen Betrieb übergeben wurde. Gleichzeitig wurde diese Strecke vom Postamt in East Deering durch die Washington Avenue bis zum nördlichen Brückenkopf der Tukey’s Bridge verlängert.

### Weiterer Netzausbau
Am 2. Juni 1896 ging eine neue Strecke von Morrill’s Corner durch die Forest Avenue bis zum Riverton Park in Betrieb. Der Park selbst wurde ebenfalls von der Straßenbahngesellschaft als Erholungszentrum gebaut und am 20. Juni eröffnet. Kurz darauf wurde die Strecke in der Stevens Avenue zweigleisig ausgebaut. Im Juni 1897 eröffnete die Portland Railroad eine Verlängerung von der Stevens Avenue/Pleasant Avenue bis zum Highland Square (Stevens Avenue/Woodford Street) und am anderen Ende derselben Straße von Morrill’s Corner durch die Allen Avenue bis Allen’s Corner (Allen Avenue/Washington Avenue). Eine neue Linie verkehrte nun vom Monument Square über Woodford Street, Stevens Avenue nach Allen’s Corner.
Von der Congress Street ging am 1. August 1898 eine Neubaustrecke durch die Washington Avenue über Tukey’s Bridge in Betrieb, die am nördlichen Brückenkopf an die bestehende Strecke anschloss. Die Ocean-Avenue-Linie wurde damit zu einer Ringlinie erweitert, die vom Monument Square über Forest Avenue, Ocean Avenue und Washington Avenue wieder zum Monument Square verkehrte. Außerdem baute man gleichzeitig von Lunt’s Corner nach Allen’s Corner eine Verbindung durch die nördliche Washington Avenue. Am 7. Oktober 1898 wurde weiterhin eine neue Strecke von der Kreuzung Forest Avenue/Portland Street durch die Park Avenue, Deering Avenue und Brighton Avenue bis Rosemont Square (Brighton Avenue/Woodford Street) sowie eine Verbindungsstrecke von dieser Linie durch die Stevens Avenue bis zum Highland Square eröffnet. Am 10. Juni 1899 ging eine Querverbindung zwischen der Brighton Avenue und der Congress Street durch die Bradley Street in Betrieb, die von einer zweiten Ringlinie, der North Deering Belt Line befahren wurde. Diese verkehrte vom Monument Square über Hauptbahnhof, Stevens Avenue, Allen’s Corner, Washington Avenue zum Monument Square.

### Portland and Cape Elizabeth Railway
Die Portland and Cape Elizabeth Railway Company (P&CE) wurde am 7. Mai 1895 gegründet. Sie erhielt die Konzession zum Bau von Straßenbahnen in Cape Elizabeth und von dort nach Portland. South Portland war jedoch 1895 als eigenständige Stadt aus der Stadt Cape Elizabeth ausgegliedert worden. Die Cape Elizabeth Street Railway Company (CESR), die am 24. Mai 1895 gegründet worden war, sollte die neue Stadt mit Straßenbahnstrecken erschließen. Die beiden Gesellschaften fusionierten am 1. November desselben Jahres und der Name der älteren Gesellschaft wurde beibehalten.
Bereits einige Monate vorher, am 26. August, ging das innerstädtische Netz South Portlands in Betrieb. Die CESR eröffnete eine Strecke vom südlichen Brückenkopf der Brücke nach Portland durch die Bridge Street (heute nördliche Ocean Street), Knightville Square (Ocean Street/Cottage Road), Cottage Road, Broadway, Pickett Street, Fort Road, Preble Street und Willard Street bis Willard Beach. Eine zweite Strecke zweigte an der Kreuzung Broadway/Sawyer Street von dieser ab und führte durch die Sawyer Street bis Ferry Village an der Kreuzung Front Street. Eine dritte Strecke zweigte am Knightville Square ab und verlief durch die Ocean Street, Summer Street (heute Broadway), Lincoln Street und Main Street bis Cash’s Corner (Main Street/Broadway). Die P&CE hatte diese letzte Strecke über Cash’s Corner hinaus durch die Main Street und Rigby Road bis zur Rennbahn im Rigby Park verlängert, wo sich heute der Güterbahnhof Rigby Yard befindet. Sie baute auch eine Querverbindung zwischen den beiden östlichen Linien der CESR von Ferry Village durch die Front Street und Pickett Street. Das Depot der Bahn befand sich an der Bridge Street in Knightville.
Am 7. Dezember 1895 ging auch die Verbindung der beiden Netze über die Portland Bridge in Betrieb. Die neue Strecke führte vom Monument Square in Portland durch die Federal Street, Market Street, Fore Street, Cross Street und Commercial Street. Die Strecke wurde in Portland 1896 über den Monument Square hinaus durch die Elm Street, Oxford Street und Preble Street bis zum Bahnhof Portland Preble Street der Portland and Rochester Railroad verlängert. Am 3. Juni 1897 verlängerte man schließlich die Strecke von der Preble Street in South Portland durch die Angell Avenue und Cottage Road bis Cape Cottage. Die Bahngesellschaft baute 1896 außerdem ein Casino nahe der Endstelle Willard Beach, das jedoch am 15. Januar 1898 abbrannte. Bereits im Juni desselben Jahres eröffnete die P&CE ein Theater und ein neues Casino in der Nähe der Endstelle Cape Cottage.
Die P&CE wurde am 28. Februar 1899 durch die Portland Railroad übernommen, die schon im Juni eine Neubaustrecke direkt durch die Cottage Road über Meetinghouse Hill in Betrieb nahm, die die Reisezeit nach Cape Cottage erheblich verkürzte. Außerdem wurden am 29. Juli am Monument Square in Portland Verbindungskurven zum Netz der Portland Railroad eingebaut. Um 1900 endete der Linienbetrieb zum Bahnhof Preble Street, da nach Übernahme der Portland and Rochester Railroad durch die Boston&Maine die Reisezüge nunmehr zum Hauptbahnhof verkehrten. Die Straßenbahnstrecke dorthin wurde jedoch erst 1922 stillgelegt.
Am 31. Juli 1901 nahm die Portland Railroad eine neue zweigleisige Strecke in Portland durch die High Street, York Street und Park Street in Betrieb, die die eingleisige Streckenführung über die Market Street entlastete. Nur die Willard-Beach-Linie verkehrte nun noch über die Market Street.
Insgesamt betrieb die Portland Railroad vier Linien nach diesen Eröffnungen auf ihrer neuen „South Portland Division“:
1. Portland, Post Office – High Street – Meetinghouse Hill – Cape Cottage
2. Portland, Post Office – High Street – Ferry Village – Cape Cottage
3. Portland, Monument Square – Market Street – Broadway – Willard Beach
4. Portland, Monument Square – High Street – Pleasantdale – Ligonia – Cash’s Corner (– Rigby Park nur bei Rennveranstaltungen)

Die Endstelle der Cape-Cottage-Linien lag in der Middle Street am Post Office (Ecke Exchange Street). Sie fuhren über die Pearl Street und Federal Street zum Monument Square.

### Portland and Yarmouth Electric Railway
Die Portland and Yarmouth Electric Railway Company (P&YE) wurde am 21. November 1894 von Unternehmern aus Connecticut gegründet. Sie wollte eine elektrische Überlandstraßenbahn von Portland nach Yarmouth bauen. Nachdem die Gesellschaft 1897 von einem anderen Konsortium übernommen worden war, begannen Mitte des Jahres die Bauarbeiten. An der Washington Avenue in Portland und in Yarmouth entstanden Depots, in Falmouth Foreside ein Unterwerk für die Stromversorgung.
Die Strecke sollte in Portland am zentralen Platz, dem Monument Square beginnen. Die Congress Street war bereits durch eine zweigleisige Strecke der Portland Railroad belegt und zu schmal für ein drittes Gleis. Also musste man die Endstelle in die Elm Street verlegen, wo zwar auch schon ein Gleis der Portland and Cape Elizabeth Railway lag, aber am östlichen Straßenrand noch ein zweites Gleis eingebaut werden konnte. Von der Elm Street verlief die Strecke durch die Oxford Street zur Washington Avenue, wo sie auf die eingleisige Strecke der Portland Railroad nach East Deering traf. Die bestehende Strecke lag auf der Westseite der Straße, die Portland&Yarmouth baute ihr Gleis auf der Ostseite. Über die Tukey’s Bridge erreichte die Strecke East Deering, wo sie in die Veranda Street abbog. Dieser folgte sie bis zum Marinekrankenhaus und überquerte dann die Mündung des Presumpscot River auf der Straßenbrücke. Entlang der Foreside Road führte die Strecke weiter parallel zur Küste. In Yarmouth folgte sie der Lafayette Street, Pleasant Street und Main Street zum Bahnhof der Grand Trunk Railway. Am 1. August 1898 wurde zunächst der Abschnitt von Portland bis zur Stadtgrenze Yarmouths eröffnet und am 18. August erreichten die ersten Wagen den Bahnhof Yarmouth.
Obwohl bereits 1899 die Portland Railroad die Aktienmehrheit an der P&YE erworben hatte, wurde die Bahn erst zum 11. Dezember 1900 als Yarmouth Division in das Netz der Portland Railroad eingegliedert. Schon 1899 wurde jedoch die Anlage in der Washington Avenue zu einer gemeinsam genutzten zweigleisigen Strecke umgebaut und am Monument Square eine Gleisverbindung zum übrigen Netz hergestellt. Am 19. Juli 1899 eröffnete die P&YE einen Ausflugspark mit Casino in Falmouth, den Underwood Springs Park. Im August entstand eine Wendeschleife an diesem Park und zwischen Portland und Underwood Springs wurde nachmittags und abends ein 15-Minuten-Takt angeboten. Auf der restlichen Strecke verkehrten die Wagen im 30-Minuten-Takt. Eine geplante Verlängerung zum Hauptbahnhof in Portland durch die Cumberland Avenue wurde nicht gebaut.
Ab dem 18. August 1906 verkehrten die Wagen über die Strecke der Portland and Brunswick Street Railway durch bis Brunswick. Die Gesamtlänge der Linie betrug nun 45 Kilometer.

### Westbrook, Windham and Naples Railway
Nach Westbrook gab bereits seit 1892 die elektrische Straßenbahn. Um diese Strecke nach Gorham zu verlängern, gründete die Portland Railroad im Juli 1895 eine Tochtergesellschaft, die Portland Extension Railroad. Die Eisenbahnkommission verweigerte jedoch zunächst die Konzession für die Strecke, da sie die Anbindung Gorhams durch die Portland and Rochester Railroad als ausreichend ansah. 1899 erreichte die Gesellschaft jedoch gerichtlich, dass dieser Grund nicht ausreicht, die Konzession zu verweigern. Inzwischen war jedoch die Zeit abgelaufen, die die Gesellschaft bei Gründung erhalten hatte, ihr Vorhaben umzusetzen, und die Strecke konnte wiederum nicht gebaut werden.
Im Januar 1897 war die Westbrook, Windham and Harrison Railway gegründet worden. Sie wollte eine Überlandstraßenbahn von Westbrook über Gorham, Windham, Raymond, Casco nach Otisfield und Naples bauen, die später bis nach Harrison oder North Bridgton verlängert werden sollte. Kurz darauf wurde sie in Westbrook, Windham and Naples Railway (WWN) umbenannt und begann im September 1898 mit den Bauarbeiten. Anfang 1899 beantragte auch eine Oxford and Cumberland Railway Company eine Konzession für eine Strecke von Westbrook nach South Windham entlang des Presumpscot River, die jedoch abgelehnt wurde. Am 13. August 1899 eröffnete die WWN zunächst den Abschnitt von Westbrook bis Mosher’s Corner. Vier Tage später ging die Strecke bis South Windham in Betrieb. Das Depot der Bahn lag in Westbrook. Der Weiterbau unterblieb, South Windham blieb die Endstelle. In South Windham entstand auch ein etwa 800 Meter langer Güterabzweig zu einem Steinbruch.
Ende 1900 beantragte die Portland Extension Railroad erneut eine Konzession für eine Strecke nach Gorham. Auch die WWN beantragte nun eine solche Strecke. Das Fahrtenangebot auf der bestehenden Eisenbahnstrecke war in den Jahren zuvor stark zurückgegangen, weshalb die Strecke nun am 7. Februar 1901 genehmigt wurde. Im Januar 1901 hatte die Portland Railroad die Aktienmehrheit an der WWN erworben, löste daraufhin die Portland Extension Railroad auf und die WWN baute die Strecke, die in Mosher’s Corner von der bestehenden Bahn nach South Windham abzweigte. Am 26. Juni 1901 wurde die Strecke eröffnet.
Bisher bestand keine Verbindung der Strecken von South Windham und Portland in Westbrook, obwohl ihre Gleise nur wenige Meter voneinander entfernt endeten. Erst am 25. Juli wurde die Verbindung eingebaut und die Wagen konnten nun von Portland bis Gorham und South Windham durchfahren. Gleichzeitig wurde der Beiwagenbetrieb auf der Strecke nach Westbrook eingestellt und dafür die Wagenfolge auf 15 Minuten verdichtet.

### Überlandstrecke nach Saco und Old Orchard Beach

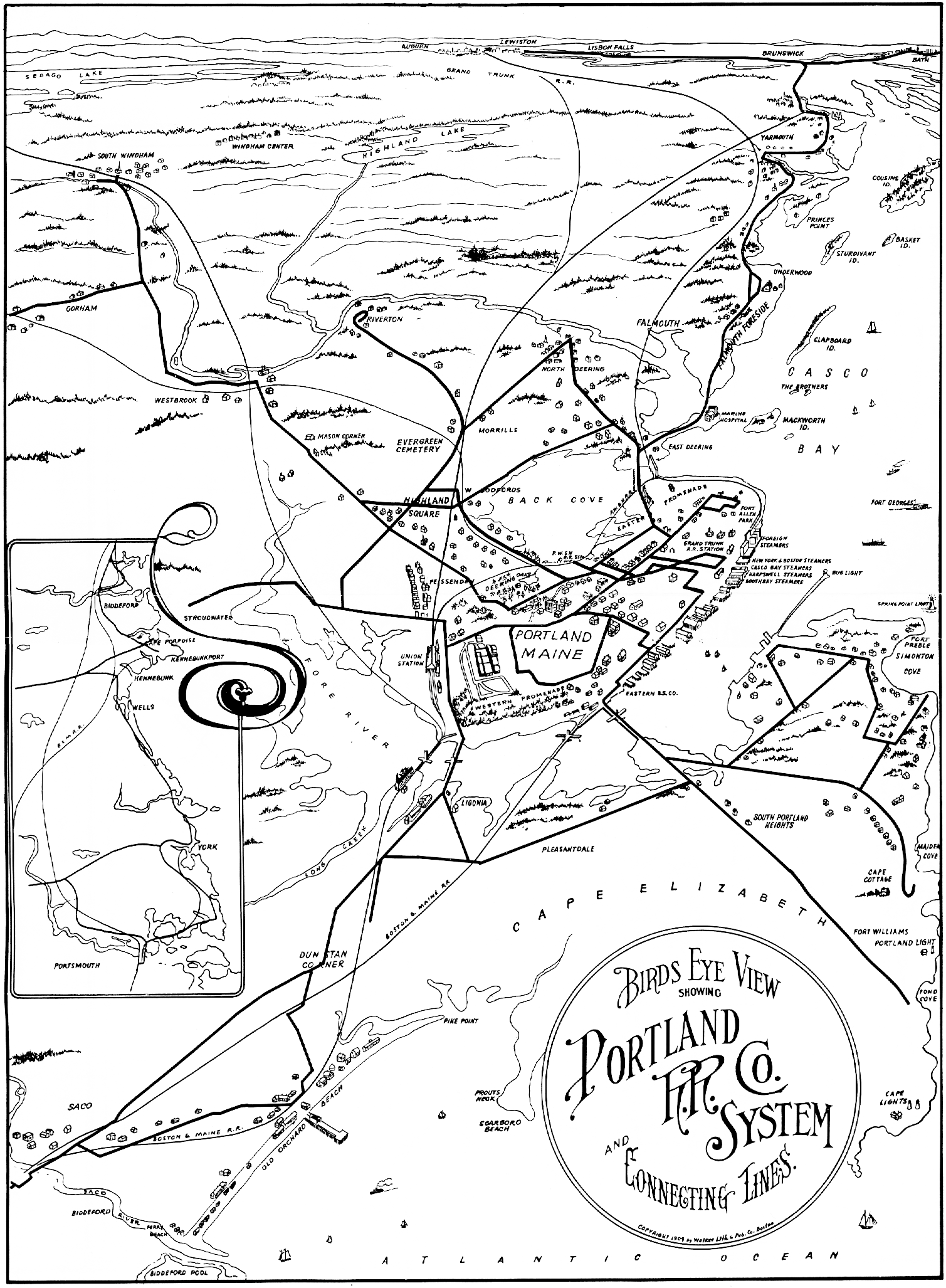
Das Streckennetz in einer Darstellung von 1909

Bereits im Juni 1899 beantragte die Cape Elizabeth Street Railway, ihre Strecke von Rigby Park entlang des U.S. Highway 1 nach Saco zu verlängern und einen Abzweig von Dunstan Corner über Pine Point und Grand Beach nach Old Orchard Beach zu bauen. Da die Cape Elizabeth Street Railway nach der Übernahme durch die Portland Railroad keine betriebsführende Bahngesellschaft mehr war und die Boston and Maine Railroad, die eine Eisenbahnstrecke von Portland nach Old Orchard Beach und Saco betrieb, Einspruch gegen die Konzession einlegte, wurde der Antrag abgewiesen. Auch ein zweiter Antrag scheiterte 1900.
1899 oder 1900 gründete die Portland and Yarmouth Electric Railway eine Tochtergesellschaft, die Portland, Scarboro and Old Orchard Beach Railroad, die den Bau der Strecke plante. Dieser Plan kam nicht über ein Entwurfsstadium hinaus und die Gesellschaft wurde später wieder aufgelöst. Erst am 7. Februar 1901 genehmigte die Aufsichtsbehörde den Bau der Strecke – die Portland Railroad hatte sie nun selbst beantragt. Am 9. Juli 1902 ging die Strecke von Rigby Park nach Saco entlang des Highway 1 in Betrieb. An der Kreuzung Main Street/Beach Street in Saco traf die Strecke auf die Biddeford and Saco Railroad, deren Gleise sie bis zur Endstelle am Pepperell Square in Saco mitbenutzte. Zwei Wochen später wurde in South Portland eine Verbindung entlang der Brown Street (heute Broadway) von Lincoln Street bis Main Street eröffnet, die die Wagen nach Saco und Old Orchard Beach benutzen sollten. Bei der Dunstan Corner entstand eine kleine Wagenhalle.
Der Abzweig nach Old Orchard Beach wurde erst am 15. Juni 1903 eröffnet. Die Streckenführung wurde gegenüber den ursprünglichen Plänen geändert und die Bahn führte nun von Dunstan Corner über die Cascade Road und durch Milliken’s Mills nach Old Orchard Beach. Die Trasse querte die Bahnstrecke Portland–Portsmouth über eine Stahlbrücke.
Nachdem das Depot am Hauptbahnhof in Portland am 9. Juli 1901 abgebrannt war, baute man bis 1903 einen neuen Betriebshof mit Hauptwerkstatt an der St. John Street, in Höhe D Street. Die Zufahrtsstrecke entstand durch die St. John Street. Am 25. August 1909 verlängerte man diese Strecke über die Danforth Street und die neugebaute Vaughan’s Bridge nach Ligonia und die Wagen nach Saco und Old Orchard Beach fuhren nun über diese neue Strecke. Die Pleasantdale-Linie wurde daraufhin geteilt und jeder zweite Wagen fuhr direkt durch den Broadway nach Cash’s Corner, während die übrigen Wagen in Ligonia endeten.

### Überlandstrecke nach Cape Elizabeth
Bereits bei Gründung der Portland and Cape Elizabeth Railway war eine Strecke nach Cape Elizabeth südlich von South Portland geplant. 1904 begannen jedoch erst die Bauarbeiten und am 4. August des Jahres wurde die Strecke durch die Ocean Street bis zum Rathaus South Portlands eröffnet.
Für die weitere Verlängerung wurde am 3. Mai 1906 die Cape Shore Railway gegründet. Die Portland Railroad übernahm diese Gesellschaft kurze Zeit später und die Strecke wurde am 22. Juli 1909 nach Pond Cove verlängert, wo sie an der Schule endete. Die geplante Verlängerung bis zum Leuchtturm am Cape Elizabeth wurde ebenso wenig gebaut wie die Strecken nach Crescent Beach und Prout’s Neck.

### Portland-Lewiston Interurban Railroad
Neben der Portland Railroad betrieb auch die Portland–Lewiston Interurban Railroad (PLI) Schienenverkehr auf Portlands Straßen. Die Bahn wurde 1914 eröffnet und benutzte im Stadtgebiet die Gleise der Straßenbahn mit. Bei Morrill’s Corner verließ sie das Straßenbahnnetz und verband über eine gut ausgebaute Strecke auf eigenem Bahnkörper Lewiston mit Portland. Alle zwei Stunden fuhr ein Expresswagen, der die Strecke in 80 Minuten bewältigte. Lokalwagen verkehrten ebenfalls zweistündlich und benötigten 100 Minuten.

### Letzte Neubauten
Der Endpunkt Monument Square wurde am 9. Juni 1910 entlastet, als eine große Wendeschleife von der Congress Street durch die Temple Street und Federal Street eröffnet wurde, die von einigen Linien der Deering Division und Westbrook Division benutzt wurde. 1911 wurde eine Strecke direkt durch die Forest Avenue von Woodford’s Corner bis Morrill’s Corner eröffnet, die zunächst von der Riverton-Linie benutzt wurde, ab 1914 auch von der Portland-Lewiston Interurban.

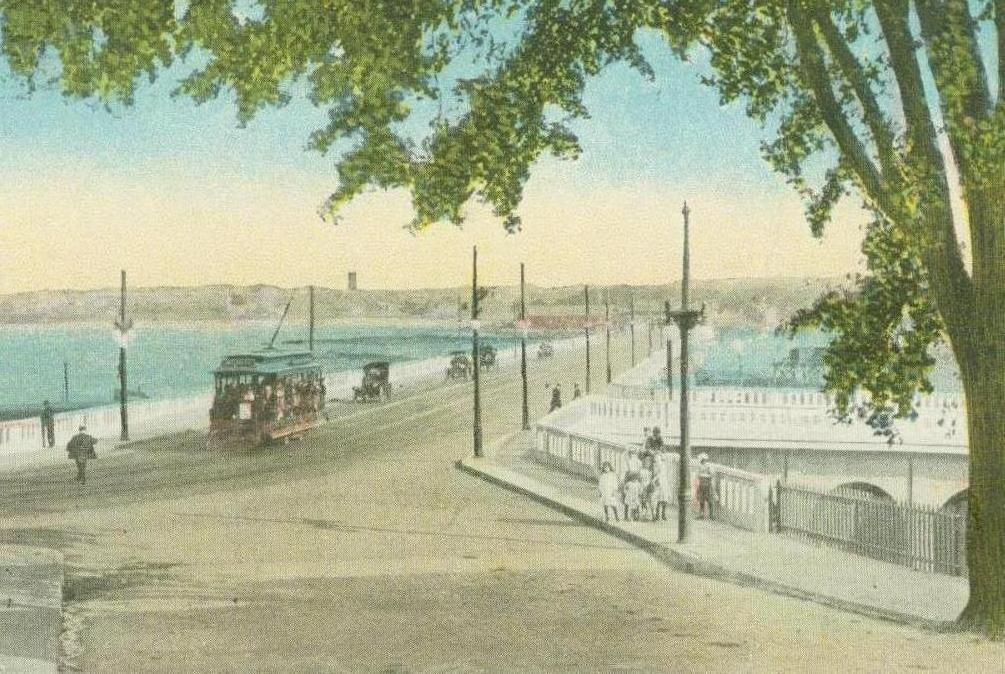
„Million Dollar Bridge“ mit einem vollbesetzten zweiachsigen offenen Triebwagen, kurz nach Eröffnung der Brücke 1916

Am 1. Februar 1912 pachtete die Cumberland County Power and Light Company die Portland Railroad für 99 Jahre. Im selben Jahr wurde auf Drängen der Hafenverwaltung ein kurzer Abzweig von der Pearl Street durch die Commercial Street zum Portland Pier gebaut. Eine neue Ausweiche entstand gleichzeitig in der Grand-Trunk-Schleife auf der Commercial Street. 1915 erfolgte die erste echte Streckenstilllegung der Straßenbahn. Das kurze Stichgleis von der Main Street in South Portland zum ehemaligen Rigby Park wurde aufgegeben, da die Rennbahn einem neuen Güterbahnhof gewichen war.
Nachdem im Jahr 1916 eine ganze Reihe von Mitarbeitern entlassen worden war, begann am 12. Juli der einzige Streik in der Geschichte der Bahn. Er verlief friedlich und endete am 17. Juli mit der Wiedereinstellung der Entlassenen.
Mitte 1916 plante die Portland Railroad, eine neue Strecke von der Commercial Street über die West Commercial Street zur St. John Street sowie eine Querverbindung durch die Park Avenue zur Forest Avenue zu bauen. Eine neue Ringlinie sollte diese beiden Strecken befahren. Der Plan wurde nicht verwirklicht. Ein wichtiger Streckenneubau wurde am 28. Juli 1916 in Betrieb genommen. Die alte Brücke zwischen Portland und South Portland wurde an diesem Tag durch einen etwas weiter westlich gelegenen Neubau ersetzt, die Million Dollar Bridge. In Portland erfolgte der Gleisanschluss über die York Street. Die alte Linienführung der Willard-Beach-Linie über die Market Street, Commercial Street und über die alte Brücke wurde noch bis Ende 1916 aufrechterhalten. Dann wurden diese Strecke und die alte Brücke stillgelegt und abgebaut. Die Willard-Beach-Linie fuhr dann über die High Street und die neue Brücke. Der letzte Streckenneubau der Straßenbahn Portland erfolgte 1917. Ausschließlich für den Güterverkehr wurde in South Portland eine kurze Verbindungsstrecke durch den Broadway zwischen der Ocean Street und der Cottage Road eröffnet.

### Niedergang und Ende des Betriebs
Wie bei den meisten Straßenbahnbetrieben in Nordamerika begann auch in Portland mit dem Ersten Weltkrieg der Niedergang des Netzes. Der Automobilverkehr nahm immer mehr zu, sodass die Beförderungszahlen und damit die Einnahmen der Straßenbahn rapide sanken. Die Große Depression ab 1929 sowie Highway-Ausbaupläne der Regierung in den 1930er Jahren brachten weitere Einbußen und Stilllegungen. Die Strecken waren zudem meist reparaturbedürftig, wofür jedoch kein Geld zur Verfügung stand, ebenso wie für die Beschaffung neuer Fahrzeuge. Es wurde auf Verschleiß gefahren und die Strecken auf Busbetrieb umgestellt, sobald die Genehmigungen von der Aufsichtsbehörde vorlagen. Dieser war deutlich billiger und damit rentabler, da nur noch die Fahrzeuge gewartet werden mussten, nicht aber die befahrene Trasse.
1918 endete der Betrieb auf der ohnehin nur stündlich befahrenen Willard-Beach-Linie. Die Gleise in der Willard Street in South Portland wurden abgebaut. Die South-Portland-Linie fuhr nun stündlich über Fort Preble und mit den übrigen Fahrten direkt durch den Broadway.
Im selben Jahr wurden einige Linienänderungen in Deering wirksam. Die „Kite Line“ und die Ocean-Avenue-Ringlinie wurden eingestellt und die Ocean Avenue wurde nur noch von einem Pendelwagen bedient, der zwischen Woodford’s Corner und Lunt’s Corner verkehrte. Eine neue Brighton-Avenue-Linie fuhr von der Temple Street nach Rosemont über die Brighton Avenue, während alle Wagen nach Westbrook, mit Ausnahme einzelner Fahrten im Frühverkehr, nur noch über die Woodford Street verkehrten. Die Expressfahrten nach Westbrook und Yarmouth, die seit 1912 bzw. 1917 nachmittags im Berufsverkehr bestanden, wurden ebenfalls eingestellt. Anfangs wurde auch die dritte Ringlinie, die North Deering Belt Line eingestellt und durch zwei Linien ersetzt, was jedoch zu Protesten bei den Fahrgästen führte und bald rückgängig gemacht wurde. Mitte 1918 wurde auch die alte Linienführung der Yarmouth-Linie in Portland durch die Oxford Street und Elm Street aufgegeben und die Linie führte nun über die Congress Street. 1919 endete der durchlaufende Betrieb nach Brunswick und die Linie wurde bis Yarmouth zurückgenommen. Von 1925 bis 1932 verkehrten die Yarmouth-Wagen im Winterhalbjahr jedoch durch Portland hindurch und bis nach Saco.
1922 wurde der Riverton Park geschlossen und die Wagenfolge auf der Linie dorthin auf 30 Minuten ausgedehnt. Eine zweite Morrill’s-Corner-Linie direkt durch die Forest Avenue fuhr nun im 15-Minuten-Takt, auf den auch die alte Morrill’s-Corner-Linie über die Pleasant Avenue verdichtet wurde. Ebenfalls um 1922 wurde auf der Linie vom Hauptbahnhof zum Grand-Trunk-Bahnhof der reguläre Betrieb eingestellt, noch bis 1926 verkehrten aber im Anschluss an ankommende Züge einzelne Wagen. Gleichzeitig wurde die Pendellinie entlang der Ocean Avenue eingestellt und die Linie von Stroudwater verkehrte nun über die Ocean Avenue bis Lunt’s Corner. Die Strecke zum Grand-Trunk-Bahnhof wurde nur noch durch die Spring-Street-Linie bedient. Etwa 1923 wurde die South-Portland-Linie zur Preble Street/Willard Street zurückgezogen. Die Strecke von dort durch die Angell Avenue wurde abgebaut. Nach Cape Cottage verkehrte weiterhin die direkte Linie über Meetinghouse Hill.
Ab 1928 wurden die älteren Betriebshöfe nach und nach geschlossen und alle Wagen wurden vom Depot in der St. John Street aus eingesetzt. Ab 1931 begann der Rückbau des Netzes und die Umstellung der Straßenbahnlinien auf Busbetrieb. Der Verkehr nach Gorham und South Windham endete am 2. August 1931. Gleichzeitig wurde das Depot in Westbrook geschlossen. Die neue Endstelle der Westbrook-Linie befand sich vor dem ehemaligen Depot. Die Strecken von Dunstan Corner nach Saco und Old Orchard Beach musste am 16. April 1932 einer Verbreiterung des Highways weichen. Eine Woche später wurde aus dem gleichen Grund der Abschnitt von Thornton Heights nach Dunstan Corner stillgelegt. Die Wagen auf dieser Linie verkehrten nun ganzjährig von Yarmouth nach Thornton Heights. Am 17. August 1932 endete endgültig auch der Betrieb der North Deering Belt Line. Die Morrill’s-Corner-Linie über die Pleasant Avenue wurde bis Allen Avenue/Washington Avenue verlängert und eine neue North-Deering-Linie fuhr von Monument Square über die Washington Avenue bis zu dieser Kreuzung. Die Strecke durch die Bradley Street und Stevens Avenue wurde stillgelegt bzw. nördlich der Woodford Street auf ein Gleis zurückgebaut. Am 9. Oktober 1932 wurde auch die Strecke durch die Ocean Avenue stillgelegt und die Stroudwater-Linie endete am Grand-Trunk-Bahnhof. Der Betriebshof in Deering schloss am 1. April 1933 seine Pforten.
Die PLI wurde am 29. Juni 1933 stillgelegt. Am selben Tag wurde auch die Überlandlinie vom Marinekrankenhaus nach Yarmouth durch eine Buslinie ersetzt. Die Wagen von Thornton Heights verkehrten nun zum Grand-Trunk-Bahnhof, während die Wagen zum Marinekrankenhaus am Monument Square endeten. Am 4. August 1935 wurde die North-Deering-Linie nach Lunt’s Corner zurückgenommen und der Abschnitt von dort bis zur Allen Avenue stillgelegt. Die Strecke durch die Pleasant Avenue ereilte am 13. September 1936 das gleiche Schicksal. Die Allen-Avenue-Linie wurde über Woodford Street umgeleitet. Am selben Tag nahm man die Spring-Street-Linie an ihrem westlichen Ende bis zur Vaughan Street zurück. Die Gleise von dort zum Bramhall Square wurden abgebaut. Zum Grand-Trunk-Bahnhof verkehrten nun neben der Stroudwater-, Thornton-Heights- und Spring-Street-Linie auch einige Linien von South Portland, da deren bisherige Endstelle am Post Office (Middle Street/Exchange Street) ebenfalls stillgelegt wurde.
Große Einschnitte fanden am 16. April 1939 statt. Die Linien zur Spring Street, nach Thornton Heights, zur Washington Avenue/Ocean Avenue (Lunt’s Corner) und zum Marinekrankenhaus wurden an diesem Tag stillgelegt. Genau fünf Monate später endete der Betrieb nach Pond Cove, Cash’s Corner, Ligonia und nach Stroudwater. Alle diese Linien verkehrten vor ihrer Stilllegung über die große Schleife zum Grand-Trunk-Bahnhof. Die Linien nach South Portland und Cape Cottage fuhren nun über den Grand-Trunk-Bahnhof zum Zollhaus in der Commercial Street. Gleichzeitig wurde der Abschnitt der Schleife vom Zollhaus über die Preble Street abgebaut.
Am 22. Juni 1940 fuhren die letzten Straßenbahnen nach Cape Cottage und am 21. Juli nach South Portland, Preble Street. Die Strecke zum Zollhaus in Portland wurde nun auch stillgelegt. Die Linie vom Hauptbahnhof nach Munjoy Hill wurde am 24. Dezember 1940 eingestellt. Die Strecke zum Depot in der St. John Street blieb vorerst als Betriebsstrecke erhalten. Nach Westbrook fuhr am 19. April 1941 der letzte Wagen und bereits am 3. Mai 1941 endete der Straßenbahnverkehr in Portland mit der Stilllegung der Linien nach Riverton und North Deering. Alle Fahrzeuge, Fahrleitungsanlagen und Gleise wurden bis Mitte Juli abgebaut und verschrottet.

## Liniennetz
Erst im April 1906 wurden, beginnend in der Innenstadt Portlands, feste Haltestellen eingeführt. Vorher konnte an jeder Stelle der Strecke zu- und abgestiegen werden. Die zentrale Umsteigestation zwischen allen Linien des Netzes war am Monument Square. Liniennummern gab es nicht, die Farbe, in der die Wagen lackiert waren, zeigte die Linie an. Im Juni 1916 bestanden folgende Verbindungen:
| Bezeichnung der Linie                               | Streckenverlauf | Wagendichte (in Min.) |
| --------------------------------------------------- | --- | --------------------- |
| St. John Street Division                            | |                       |
| Congress Street (grüne Wagen)                       | Fort Allen Park (Eastern Promenade) – Munjoy Hill – Monument Square – Hauptbahnhof (auch Nachtverkehr) | 6                     |
| Spring Street (blaue Wagen)                         | Bramhall Square – Spring Street – Monument Square – Grand-Trunk-Bahnhof | 10                    |
| Union Station and Grand Trunk (rote Wagen)          | Hauptbahnhof – Monument Square – Grand-Trunk-Bahnhof | 10                    |
| Stroudwater (rote Wagen)                            | Stroudwater – Hauptbahnhof – Monument Square – Grand-Trunk-Bahnhof | 30                    |
| Deering Division (gelbe Wagen)                      | |                       |
| Forest Avenue                                       | Temple Street – Monument Square – Forest Avenue – Pleasant Avenue – Stevens Avenue – Morrills Corner | 20                    |
| Riverton Park                                       | Temple Street – Monument Square – Forest Avenue – Morrills Corner – Forest Avenue – Riverton (Harris Avenue) | 15                    |
| North Deering Belt Line                             | Monument Square – Washington Avenue – Allen Avenue – Stevens Avenue – Bradley Street – Hauptbahnhof – Monument Square                                                                                              | 30                    |
| Ocean Avenue and East Deering                       | Monument Square – Washington Avenue – Ocean Avenue – Forest Avenue – Monument Square | 30                    |
| Deering Highlands and Brighton Avenue („Kite Line“) | Monument Square – Forest Avenue – Woodford Street – Rosemont Square (Brighton Avenue/Woodford Street) – Brighton Avenue – Deering Avenue – Park Avenue – Monument Square                                           | 30                    |
| Westbrook Division (dunkelgrüne Wagen)              | |                       |
| Westbrook                                           | Temple Street – Monument Square – Park Avenue – Deering Avenue – Brighton Avenue – Rosemont – Westbrook (im Berufsverkehr nachmittags zusätzliche Expressfahrten)                                                  | 30                    |
| Gorham                                              | Temple Street – Monument Square – Forest Avenue – Woodford Street – Rosemont – Westbrook – Gorham (im Berufsverkehr nachmittags zusätzliche Expressfahrten)                                                        | 60                    |
| South Windham                                       | Temple Street – Monument Square – Forest Avenue – Woodford Street – Rosemont – Westbrook – South Windham | 60                    |
| South Portland Division (rote Wagen)                | |                       |
| Cape Cottage                                        | Post Office – Middle Street – Pearl Street – Monument Square – High Street – Knightsville – Cottage Road – Cape Cottage                                                                                            | 20                    |
| South Portland and Cape Cottage                     | Post Office – Middle Street – Pearl Street – Monument Square – High Street – Knightsville – Broadway – Preble Street – Angell Avenue – Cottage Road – Cape Cottage                                                 | 20                    |
| Pleasantdale and Cash Corner                        | Monument Square – High Street – Knightsville – Pleasantdale – South Portland, Cash Corner (Broadway/Main Street)                                                                                                   | 40                    |
| Pleasantdale and Ligonia                            | Monument Square – High Street – Knightsville – Pleasantdale – Lincoln Street – South Portland, Ligonia (Lincoln Street/Main Street)                                                                                | 40                    |
| South Portland Heights and Pond Cove                | Monument Square – High Street – Knightsville – South Portland Heights – Pond Cove | 30                    |
| East Broadway and Willard Beach                     | Monument Square – Federal Street – Market Street – Commercial Street – Knightsville – Broadway – Sawyer Street – Fort Preble – Preble Street – Willard Street – Willard Beach                                      | 60                    |
| Saco Division (dunkelgrüne Wagen)                   | |                       |
| Saco                                                | Monument Square – St. John Street – Main Street – Thornton Heights – Dunstan Corner – Saco(– Biddeford, nur einzelne Fahrten im Spätverkehr) (im Sommerhalbjahr nur von Dunstan nach Saco/Biddeford)               | 30                    |
| Old Orchard Beach                                   | Monument Square – St. John Street – Main Street – Thornton Heights – Dunstan Corner – Old Orchard Beach (im Winterhalbjahr nur von Dunstan nach Old Orchard Beach und nur stündlich)                               | 30                    |
| Yarmouth Division (grüne Wagen)                     | |                       |
| Brunswick                                           | Monument Square – Washington Avenue – Veranda Street – Marinekrankenhaus – Falmouth – Town Landing – Cumberland – Yarmouth (– Freeport – Brunswick) (im Früh- und Spätverkehr endet jede zweite Fahrt in Yarmouth) | 30                    |
| Portland–Lewiston Interurban Railroad               | |                       |
| PLI                                                 | Temple Street – Monument Square – Forest Avenue – Morrills Corner – Gray – Auburn – Lewiston (jede zweite Fahrt als Express)                                                                                       | 60                    |

## Betriebshöfe
Im Netz der Straßenbahn Portland befanden sich insgesamt zwölf Betriebshöfe. In chronologisch nach Eröffnung sortierter Reihenfolge waren das:
Spring Street
Der erste Betriebshof der Pferdebahn wurde 1863 an der Kreuzung Spring Street/Clark Street eröffnet. Er diente ausschließlich als Abstellanlage und wurde 1895 elektrifiziert. Bereits am 7. März 1906 wurde die Anlage geschlossen und die Wagen an den Betriebshof St. John Street überstellt. Die Bahngesellschaft verkaufte das Gelände an die Portland Savings Bank Association.
Deering
1864, mit Eröffnung der Morrill’s-Corner-Linie, ging an der Stevens Avenue das zweite Depot in Betrieb. Es war gleichzeitig das erste Depot in Portland, das den elektrischen Betrieb aufnahm. Hierzu wurde auf dem Gelände 1891 ein kleines Bahnstromkraftwerk gebaut. 1908 wurde das Depot erneuert und eine neue 7-gleisige Halle gebaut. Ein fünfgleisiger Holzanbau ergänzte das Ensemble. Der Holzanbau wurde allerdings Anfang der 1920er Jahre bereits wieder abgerissen, als der Fahrzeugbedarf geringer wurde. Der Betriebshof wurde noch bis zum 1. April 1933 genutzt. Danach waren die Fahrzeuge der Deering Division an der St. John Street stationiert. Das Gelände blieb als Sitz der Gleis- und Streckenabteilung in Besitz der Bahn und wurde 1940 an den Staat Maine verkauft. Dieser baute das Areal in ein Munitionsdepot um. 1941 wurden auf dem Gelände die Straßenbahnwagen verschrottet.
St. John Street (I)
Das erste Depot an der St. John Street entstand nahe der Kreuzung Congress Street im Jahr 1888, noch für die Pferdebahn. Es wurde 1895 elektrifiziert und brannte mit fünf darin abgestellten Wagen am 9. Juli 1901 ab. Es wurde später durch ein neues Depot weiter südlich ersetzt, siehe St. John Street (II).
Beckett Street
Das modernste Depot der Pferdebahn ging 1891 an der Kreuzung Beckett Street/Wilson Street am Munjoy Hill in Betrieb. Von hier aus wurden von 1891 bis 1895 auch einige Wagen der elektrischen Straßenbahn eingesetzt, die dafür bis zum Monument Square mit Pferden gezogen wurden. Am 20. Juli 1921 wurde der Betriebshof geräumt. Straßenbahnwagen waren hier schon seit kurz nach der Jahrhundertwende nicht mehr untergestellt. Das Gebäude war bereits zuvor an die Regierung verpachtet, die Post-Lkw dort unterstellte.
Westbrook, Main Street
Mit dem Bau der Strecke nach Westbrook 1892 entstand an der Main Street in Westbrook ein viergleisiges hölzernes Depot. Bereits ab 1901 plante man einen Neubau, der jedoch erst in Angriff genommen wurde, als das Depot am 31. Dezember 1905 abbrannte. Die neue achtgleisige Halle ging 1906 in Betrieb. Das Depot wurde am 1. August 1931 geschlossen, als die Strecken nach Gorham und South Windham stillgelegt wurden.
Knightville
An der Bridge Street in Knightville hatte die Portland and Cape Elizabeth Railway ab 1895 ihre Fahrzeuge in einer sechsgleisigen Halle stationiert. Auch ein Bahnstromkraftwerk befand sich hier. 1899 ging das Depot zusammen mit dieser Gesellschaft an die Portland Railroad über. Das Kraftwerk wurde 1912 geschlossen. Am 8. Mai 1928 wurden alle Fahrzeuge zur St. John Street überstellt und der Betriebshof stillgelegt.
Washington Avenue
Die Portland and Yarmouth Electric Railway baute 1898 zusammen mit ihrer Bahnlinie nach Yarmouth ein viergleisiges Depot in Portland an der Washington Avenue. Es wurde nach der Übernahme auch von der Portland Railroad genutzt und am 20. Dezember 1920 stillgelegt.
Yarmouth
Auch in Yarmouth entstand ein dreigleisiges Depot mit einem Bahnstrom-Unterwerk und einem Batteriehaus. Es wurde 1898 eröffnet und brannte am 13. Februar 1920 zusammen mit zwei Wagen ab. Das alte Batteriehaus wurde daraufhin in eine zweigleisige Abstellhalle umgebaut. Mit der Stilllegung der Strecke nach Yarmouth am 29. Juni 1933 endete auch die Nutzung des Depots als Straßenbahnhof.
Westbrook, Conant Street
Die Westbrook, Windham and Naples Railway brachte ihre Fahrzeuge ab 1899 in einem kleinen dreigleisigen Depot in Westbrook an der Conant Street unter. Die Anlage wurde obsolet, als die Portland Railroad im darauffolgenden Jahr den Betrieb übernahm, wurde aber nach dem Brand des anderen Depots in Westbrook kurzzeitig wieder genutzt. 1906 erfolgte die endgültige Stilllegung.
Dunstan
Am Abzweig Dunstan Corner wurde für die Linien nach Saco und Old Orchard Beach 1902 eine kleine dreigleisige Abstellhalle eröffnet. Sie wurde bis zur Stilllegung der Strecke am 23. April 1932 genutzt.
St. John Street (II)
Nachdem das alte Depot an der St. John Street abgebrannt war, baute die Portland Railroad an derselben Straße, jedoch weiter südlich in Höhe der D Street, einen neuen Betriebshof, der der größte Betriebshof der Straßenbahn Portland werden sollte. Eine 14-gleisige Halle ging 1903 in Betrieb und bis 1905 wurde eine große Werkstatt angebaut, die als Hauptwerkstatt diente. Nach und nach wurden die Fahrzeuge der anderen Depots hierhin überführt, bis der Betriebshof 1933 der einzige im Netz war. Es diente noch bis zum 3. Mai 1941 als Straßenbahndepot und wurde dann in einen Busbetriebshof umgewandelt.
Portland Street
Das Depot der Portland–Lewiston Interurban Railroad in Portland befand sich in der Portland Street, nahe der Kreuzung Preble Street. Es wurde von 1914 bis zur Stilllegung der Bahn am 29. Juni 1933 genutzt und stand dann leer. Ab 1940 war hier die Gleiswerkstatt der Portland Railroad untergebracht und bis Juli 1941 wurde das Gelände noch zur Verschrottung der Gleise genutzt.
Neben den Straßenbahnhöfen gab es an der Forest Avenue nahe Kennebec Street ein großes Bahnkraftwerk, das 1895 eröffnet und bis 1912 regulär als Bahnstromkraftwerk genutzt wurde. Mit der Übernahme der Straßenbahn durch die Cumberland County Power and Light Company 1912 bezog die Straßenbahn ihren Fahrstrom von dieser Gesellschaft. Das Kraftwerk an der Forest Avenue wurde bis 1922 als Reserve betriebsbereit gehalten. 1922 entstand am Hafen ein neues Kraftwerk, das die Anlage an der Forest Avenue ersetzte. Unterwerke befanden sich an verschiedenen Punkten im Netz und waren bis zur Stilllegung der jeweiligen Strecken in Betrieb.

## Fahrzeuge

### Pferdebahn
Über die Pferdebahnwagen ist wenig bekannt. 1863 genügten zwei Wagen, um die erste Linie zu betreiben. Schon bald wurde der Fuhrpark vergrößert und bis 1890 wurden 50 Pferdebahnwagen angeschafft. Offene Wagen wurden im Sommer eingesetzt, die geschlossenen Wagen im Winter. Viele dieser Wagen wurden von der Firma Brill hergestellt. Die Portland Railroad baute jedoch auch selbst vier Wagen, die 1890 in Dienst gestellt wurden. Diese vier Wagen sowie zwei ältere wurden 1891 in elektrische Triebwagen umgebaut und befuhren die Deering-Linie. 1896 waren nur noch 22 geschlossene und 20 offene ehemalige Pferdebahnwagen im Einsatz. Die meisten dienten als Beiwagen, einige wurden in Triebwagen umgebaut und einige in Arbeitsfahrzeuge. Die letzten dieser Fahrzeuge wurden 1905 ausgemustert.

### Portland and Cape Elizabeth Railway
Die P&CE kaufte bei Betriebseröffnung 1895 sechs offene und sechs geschlossene Triebwagen, zwei Beiwagen sowie einen Schneepflug. In den folgenden Jahren kamen weitere Wagen hinzu, sodass bei Übernahme durch die Portland Railroad zehn geschlossene und 20 offene Triebwagen, zwei Beiwagen, vier Arbeitswagen und zwei Schneepflüge vorhanden waren. Acht weitere Beiwagen wurden in der Zwischenzeit gekauft und wieder verkauft.

### Portland and Yarmouth Electric Railway
Die P&YE übergab 1901 einen umfangreichen Fuhrpark an die Portland Railroad. Er beinhaltete zwölf zweiachsige offene, vier vierachsige offene, sechs zweiachsige konvertible/umrüstbare, einen vierachsigen geschlossenen und einen vierachsigen konvertiblen Triebwagen. Die konvertiblen Triebwagen konnten offen oder geschlossen verwendet werden. Daneben gab es einen geschlossenen Güterwagen, drei Arbeitswagen mit Plattformen und drei Schneepflüge.

### Westbrook, Windham and Naples Railway
Nur zwei offene und zwei geschlossene Triebwagen sowie ein offener und ein geschlossener Beiwagen genügten, um das Netz der WWN 1899 zu bedienen. Daneben standen ein flacher Motorwagen und ein Schneepflug zur Verfügung. Die Portland Railroad übernahm nur die Triebwagen und die beiden Arbeitswagen und verschrottete die beiden erst zwei Jahre alten Beiwagen.

### Portland Railroad
Die Portland Railroad hatte verschiedene elektrische Straßenbahn-Wagentypen. Insgesamt wurden 104 offene und 177 geschlossene Triebwagen für den Personenverkehr sowie sechs Stückgut-Triebwagen und noch 1917 die beiden einzigen neuen Beiwagen beschafft. Die meisten Wagen wurden von Brill hergestellt, einige von den Tochterunternehmen Wason und Stephenson sowie einige in Eigenproduktion. 87 der geschlossenen Triebwagen waren größer und hatten zwei Drehgestelle. Diese Wagen kamen hauptsächlich auf den Überlandlinien zum Einsatz. 26 Schneepflüge und Schienenreinigungswagen, 11 Arbeitstriebwagen, eine Rangierlok sowie neun flache Güterwagen ergänzten den Fuhrpark. Im Laufe der Zeit wurden einige Personentriebwagen zu weiteren Arbeitstriebwagen umgebaut.
Nachdem anfangs die Wagen je nach ihrem Einsatzgebiet lackiert waren, wurde etwa 1920 eine einheitliche Farbgebung angewandt. Alle Wagen wurden rot gestrichen, hatten einen weißen und blauen Streifen und ein graues Dach. Die Wagennummer wurde in goldenen Ziffern aufgetragen. Der Name der Bahngesellschaft wurde nicht mehr auf den Wagen angebracht. Das Fahrziel war seit 1917 an den Stirnseiten am Dach in einem Kasten angebracht. Zunächst verwendete man auf dem Zielschild unterschiedliche Farben für die einzelnen Linien. Durch Witterungseinflüsse verblassten die Farben jedoch, sodass man bald nur noch blaue Schilder mit weißer Schrift verwendete. An der Seite am Dachrand war zusätzlich der Laufweg bezeichnet.